# Kościół św. Franciszka z Asyżu w Nysie
Kościół św. Franciszka z Asyżu w Nysie – znajdujący się przy ulicy Bramy Grodkowskiej zabytkowy kościół rzymskokatolicki. Stanowi część pokapucyńskiego zespołu klasztornego.
Do wojewódzkiego rejestru zabytków wpisany jest:
- zespół klasztorny kapucynów, ul. Bramy Grodzkiej 5 (d. Grodzka), XVII-XIX, nr rej.: 22/50 z 2.05.1950 (wypis z księgi rejestru):
  - kościół pw. św. Franciszka z Asyżu, 1660
  - klasztor, ob. dom księży emerytów, 2 poł. XVII, XVIII/XIX.

## Historia
Na terenie zajmowanym przez obecny kościół, wcześniej znajdował się szpital dla kobiet dotkniętych trądem z kaplicą św. Łazarza oraz kościółkiem św. Wawrzyńca, po raz pierwszy wzmiankowane w 1414 roku. W XV wieku założono tu przytułek dla osób starszych i bezdomnych oraz sierociniec. Wszystkie te budynki były drewniane.
W 1654 roku odwiedzili Nysę przybywający z Wiednia kapucyni. Obejmowali oni wówczas ufundowany dla nich, pierwszy na Śląsku klasztor tego zakonu w pobliskim Prudniku. Mieszkający przez kilka miesięcy w roku w Nysie wrocławski biskup pomocniczy Jan Baltazar Liesch von Hornau zaproponował im wówczas, aby osiedlili się także w tym mieście. Zakonnicy wraz z biskupem dokładnie obejrzeli Nysę i jej okolicę i wybrali miejsce na budowę klasztoru, które najbardziej im się spodobało – położone poza miastem, nieopodal Bramy Wrocławskiej, na niewielkim wzgórzu za rzeką, wśród zieleni, pól i ogrodów, obok domów opieki św. Łazarza i św. Wawrzyńca.
Po uzyskaniu zgody wiedeńskiego prowincjała, biskupa wrocławskiego arcyksięcia Leopolda Wilhelma Habsburga oraz nyskiej rady miejskiej rozpoczęły się przygotowania do budowy zespołu klasztorno-kościelnego. Dzieci z domu św. Wawrzyńca przeniesiono do innego domu opieki w pobliżu Krowiej Bramy. Dla osiemnastu kobiet przebywających wówczas w szpitalu św. Łazarza biskup Leopold Wilhelm wybudował w 1658 roku nowy dom na Starym Mieście w pobliżu kościoła św. Mikołaja. W ten sposób zwolniło się miejsce na klasztor. Po dokupieniu sąsiednich ogrodów cała posesja miała około 2,5 ha powierzchni.
Klasztor i kościół kapucyński powstały dzięki hojności biskupa Leopolda Wilhelma. Plany budynków zostały opracowane zgodnie ze statutami kapucyńskimi przez zakonnych architektów
oo. Cezarego z Monachium i Jana ze Styrii. Uzupełnili technicznie projekt i kierowali pracami budowlanymi Michał Neumayer z Austrii i Jan Langschwandt z Salzburga.
Położenie kamienia węgielnego odbyło się 3 czerwca 1659 roku. Kościół konsekrowano 31 października 1660 r. Nadano mu wówczas wezwania Najświętszej Maryi Panny, św. Franciszka, św. Leopolda i św. Wacława. Nieoficjalnym patronem pozostał także św. Wawrzyniec. Dla upamiętnienia dawnego drewnianego kościoła przybudowano do nowego kaplicę poświęconą Wawrzyńcowi. Zaprojektowano ją tak, aby ołtarz w niej stanął na miejscu głównego ołtarza w starym kościele, którego prezbiterium zwrócone było na północ. W klasztorze, który został ukończony w tym samym czasie, zamieszkało 12 zakonników. Później ich liczba stopniowo zwiększała się, od końca XVII wieku sięgając regularnie wraz z nowicjuszami i studiującymi około 30 osób.
W kościele początkowo był tylko jeden główny ołtarz z wykonanym w Wiedniu w 1659 roku obrazem przedstawiającym św. Wawrzyńca oraz dwoma relikwiarzami. W 1661 roku ufundowano tabernakulum, dwa ołtarze boczne (ku czci Najświętszej Maryi Panny po stronie ambony i św. Antoniego po stronie przeciwnej) oraz ołtarz
w kaplicy św. Wawrzyńca.
W sali nowicjatu w klasztorze w 1691 roku umieszczono obraz Matki Boskiej Wspomożenia Wiernych (Pasawskiej).
W 1709 roku ściany prezbiterium szczelnie wypełniono czterema wielkimi obrazami autorstwa Jana Claysensa (wymiary każdego z nich wynosiły 2,5 m x 1,4 m) przedstawiającymi świętych doktorów Kościoła zachodniego:
Ambrożego, Hieronima, Augustyna i Grzegorza Wielkiego.
Na frontowej ścianie głównego południowego skrzydła klasztoru namalowany został w 1712 roku zegar słoneczny z datą swego powstania ukrytą w umieszczonym nad tarczą chronogramie.
W 1720 roku przed kościołem ustawiona została rzeźbiona w piaskowcu figura św. Judy Tadeusza, obecnie stojąca w korytarzu klasztornym.
Wokół nawy kościelnej zawieszono w 1730 roku czternaście dużych rozmiarów (1,7 m x 1,0 m) obrazów – stacji Drogi Krzyżowej.
W 1732 roku, po ograbieniu obrazu Matki Boskiej z wotów wstawiono kraty w oknach kościoła i na parterze klasztoru.
Kościół został w 1747 roku powiększony o chór muzyczny ufundowany prawdopodobnie przez komendanta garnizonu nyskiego generała Gererda Korneliusza von Wallrave.
Nyscy kapucyni prowadzili w XVIII wieku wędrowne apostolstwo w okolicznych wioskach, a w samym mieście upowszechnili tercjarstwo, powierzona im
została także ambona katedralna we Wrocławiu. Popołudniowe nabożeństwa wielkopostne w ich kościele na Morawskim Przedmieściu cieszyły się tak dużą popularnością, że władze miejskie Nysy zmuszone były w tym czasie opóźniać zamykanie Bramy Wrocławskiej, aby liczni wierni mogli spokojnie powrócić do swoich domów.
W klasztorze przez długi czas istniał nowicjat oraz stałe studia filozoficzne i teologiczne. Znajdująca się tu biblioteka liczyła ponad 4 tysiące tomów.
Regres zakonu rozpoczął się po opanowaniu Śląska przez Prusy w roku 1742. Dekrety królewskie zabraniały przyjmowania kandydatów spoza granic Prus, co miało istotne znaczenie w sytuacji, gdy znaczna część księstwa nyskiego pozostała w Austrii. Stopniowo zmniejszała się więc liczba braci konwentu nyskiego, miasto było bowiem wówczas katolicką enklawą na protestanckim Śląsku.
Sekularyzacja dokonana w 1810 roku doprowadziła do likwidacji domu zakonnego. Osiemnastu przebywającym tu kapucynom nakazano wówczas ubrać się w stroje cywilne i opuścić klasztor. Zawłaszczono na rzecz skarbu państwa pruskiego wszystkie budynki kościelne i klasztorne wraz z całym wyposażeniem, w tym bibliotekę. Liczne precjoza kościelne wystawiono na sprzedaż. Książki ze wszystkich nyskich klasztorów zgromadzono w kościółku św. Anny przy kościele św. Jakuba, a najcenniejsze z nich przewieziono do Wrocławia, tworząc wtedy dzisiejszą Bibliotekę Uniwersytecką.
Zabudowania kościelno-klasztorne nabyli drogą licytacji bracia Hartwig z Nysy, którzy urządzili w nich miejsce weekendowego wypoczynku dla mieszkańców miasta i okolic. Powstała tu restauracja, piwiarnia, sala taneczna, ustawiono stoły bilardowe. To przedsięwzięcie jednak nie powiodło się i budynki ponownie wystawiono na sprzedaż.
Dzięki staraniom biskupa wrocławskiego Józefa Christiana Hohenlohe, klasztor i kościół zostały w 1812 roku przeznaczone przez króla pruskiego Fryderyka Wilhelma III dla księży, którzy z powodu wieku, choroby lub innych okoliczności nie byli zdolni do pracy w parafii. Taki dom istniał już w Nysie od 1653 roku. Ufundował go biskup Karol Ferdynand Waza, syn króla Polski Zygmunta III. Mieścił się on w dawnej mennicy biskupiej. Znajdujący się w złym stanie oraz przepełniony z powodu napływu eks-zakonników dom zlikwidowano, a przebywający w nim księża przeprowadzili się do budynku byłego klasztoru kapucyńskiego. Przeniesiono wówczas do nowego domu kolekcję osiemnastu portretów kolejnych biskupów wrocławskich (od Jakuba Salzy), uzupełnianą potem aż do biskupa Emanuela Schimonsky’ego.
Dnia 16 marca 1813 roku nastąpiło uroczyste otwarcie domu księży-emerytów. Dołączony został do niego dawny ogród klasztorny oraz cztery folwarki – Nadziejów, Kijów, Łączki i Bednary (ta ostatnia wieś została w 1933 roku zalana przez Jezioro Otmuchowskie).Odtąd mieszkało tutaj stale 10-15 księży, a do 1944 roku zmarło tu 104 księży. W 1814 roku przed wejściem do kościoła, na fundamentach dawnego budynku kapucyńskiego wzniesiono piętrowy dom dla zarządcy-dyrektora, a rok później po przeciwnej stronie powstał parterowy domek (następnie rozbudowany) dla buchaltera i skarbnika (rendanta).
Do świątyni, która ze względu na konstytucje kapucyńskie do tej pory nie posiadała organów, sprowadzono w 1814 roku ten instrument muzyczny z kłodzkiego kościoła pobernardyńskiego, oddanego wojsku. W Nysie został on odnowiony, a w 1939 roku przebudowany przez organmistrza Carla Berschdorfa, który ubogacił jego dyspozycje oraz zmienił trakturę z mechanicznej na elektromechaniczną.
W 1851 roku do domu księży emerytów przybyła grupa jezuitów ze znanym kaznodzieją o. Karolem Antoniewiczem. Przebywali oni w Nysie do roku 1872, kiedy to w związku z prowadzonym przez państwo pruskie Kulturkampfem zmuszeni zostali do opuszczenia Śląska.
W 1872 roku dokonano gruntownej renowacji wnętrza kościoła, w wyniku której zatarte zostały prawie całkowicie kapucyńskie ślady. Ołtarz główny i obydwa boczne zastąpiono nowymi, szafowymi. Wymieniono także ambonę i ławki. W ołtarzu Matki Boskiej umieszczono figurę św. Józefa, wymieniono statuę św. Antoniego w drugim bocznym ołtarzu na nową, bez zmian pozostała jedynie kaplica św. Wawrzyńca.
Do 1914 roku kościół należał do parafii św. Jakuba, potem pełnił funkcję świątyni rektoralnej (jednej z trzech) parafii św. Dominika.
Od 1918 roku w dawnym domu dyrektora zamieszkują pomagające w prowadzeniu
domu siostry elżbietanki, zaproszone tu przez kardynała Adolfa Bertrama
(w latach 1945-1979 zastępowały je franciszkanki Rodziny Maryi).
Na początku 1948 roku czyli już po wysiedleniu Niemców i przesiedleniu Polaków w domu przebywało tylko kilku księży, a w budynku obok mieszkały jedynie trzy siostry. Kilka zakonnic w 1945 roku zastrzelili czerwonoarmiści po zdobyciu Nysy (niektóre z tych sióstr zostały wówczas przez nich zamordowane w klasztorze przy ul. Słowiańskiej, inne – obok kościoła, a jedna zginęła w zakrystii).
Dom rozbudowano w 1948 roku i utworzono w nim Niższe Seminarium Duchowne
opolskiej administracji apostolskiej. Zamieszkało tu 50-70 chłopców, którzy uczyli się w gimnazjum Carolinum, wśród nich Alfons Nossol, przyszły biskup opolski. W tym samym roku w wyniku reformy rolnej zostały odebrane Kościołowi i upaństwowione trzy wspomniane wcześniej gospodarstwa rolne w Nadziejowie, Kijowie i Łączkach. Dochody z nich przeznaczane były do tej pory na utrzymanie i remonty domu.
W latach 1950–1952, gdy władze oświatowe nie wyrażały zgody na naukę małoseminarzystów w Carolinum, wygospodarowano miejsce na klasy szkolne i zorganizowano tu studium domowe.
W 1951 roku przeniesiono z Opola do Nysy Wyższe Seminarium Duchowne. Dawny klasztor bożogrobców okazał się jednak zbyt mały i rok później część kleryków oraz kilku profesorów zamieszkało w budynku przy ulicy Bramy Grodkowskiej. Niższe seminarium przeniesiono natomiast w 1952 roku do Opola.
W 1954 roku w nyskim domu znalazło schronienie 20 księży z różnych miejsc Polski prześladowanych przez komunistyczne władze: oskarżonych o tzw. antyludową postawę i wysiedlonych ze swoich parafii.
W 1994 roku przeniesiono Wyższe Seminarium Duchowne z powrotem do Opola. 15 sierpnia 1997 roku przy kościele św. Franciszka w Nysie utworzono parafię św. Franciszka z Asyżu w Nysie, wydzieloną z parafii św. Dominika. Dom nadal służy księżom-emerytom oraz pracownikom Wydziału Teologicznego Uniwersytetu Opolskiego i Wyższego Seminarium Duchownego Diecezji Opolskiej.
W latach 2000/2001 odnowiono wnętrze kościoła.
Z okazji
roku jubileuszowego umieszczono wtedy w
rozecie witraż z przedstawionym na nim symbolem
Ducha Świętego.
Pochodzące z dawnej kapucyńskiej świątyni XVIII-wieczne obrazy przedstawiające doktorów Kościoła oraz stacje Drogi Krzyżowej znajdują się obecnie w Diecezjalnym
Domu Formacyjnym w Nysie, a uszczuplona kolekcja portretów biskupów wrocławskich z domu księży-emerytów została przeniesiona do Seminarium Duchownego w Opolu.

## Architektura
Kościół zbudowany w tradycyjnym stylu kapucyńskim określanym jako barok toskański.
Charakteryzuje go surowość formy, redukcja przesadnych ozdób i dekoracji.
Zgodnie z regułą zakonną i duchowością kapucynów w architekturze sakralnej powinno się
odzwierciedlać ubóstwo, stanowiące kategorię moralną, filozoficzną i estetyczną.
Bryła budynku kościelnego wzniesiona na planie prostokąta, na zewnątrz pozbawiona
podziałów. Nad korpusem kryty dachówką dach siodłowy, nad dawną zakrystią i kaplicą – dachy trójspadowe.
W górnej części elewacji frontowej płycina z nieczytelnym malowidłem.
Zgodnie z regułą kapucyńską znajdował się tu fresk przedstawiający św. Franciszka otrzymującego stygmaty z łacińskim napisem Deus meus et omnia (Bóg mój i wszystko moje). Nie odnawiany przez długi czas zniszczał i został zatynkowany.
Portal
W elewacji frontowej prostokątny portal w uszatym obramieniu kamiennym z kroplami, a ponad nim fryz z inskrypcją dotyczącą budowy kościoła i kartusz herbowy biskupa wrocławskiego Leopolda Wilhelma Habsburga. Tarcza herbowa składa się z trzech nałożonych herbów fundatora. Największy z nich to herb biskupów wrocławskich, mniejszy – arcyksięcia Austrii, a najmniejszy – wielkiego mistrza zakonu krzyżackiego. Identyczna, lecz wyrzeźbiona w drewnie tarcza herbowa znajduje się na ścianie chóru organowego.

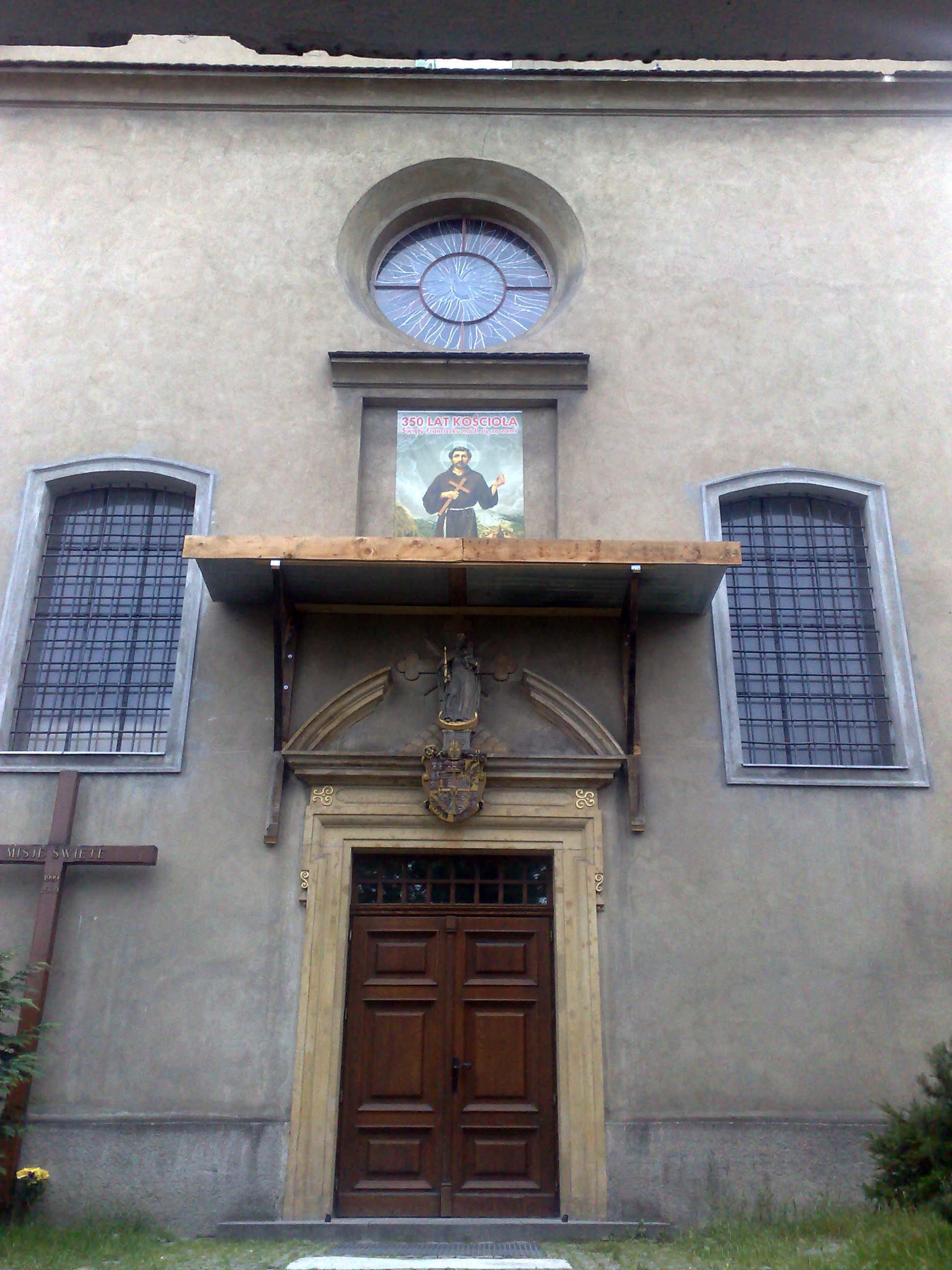
Portal z herbem L.W. Habsburga
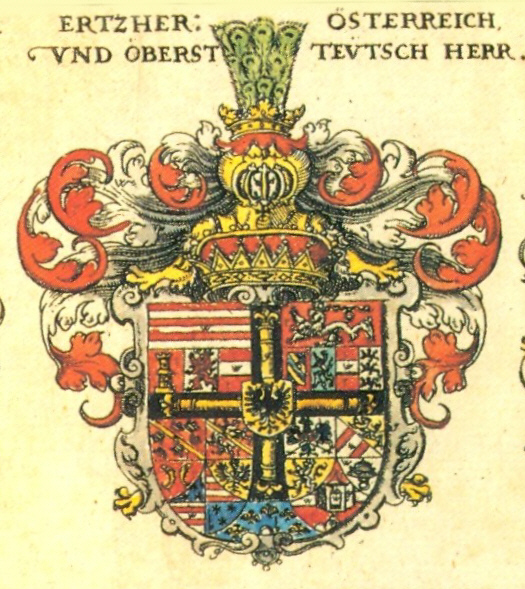
Herb Leopolda W. Habsburga

W zwieńczeniu elewacji frontowej segmentowy, przerwany przyczółek, w którym umieszczona jest rzeźba kamienna Matki Boskiej z Dzieciątkiem z 1677 roku.
We wnętrzu zastosowano typowe dla baroku toskańskiego sklepienie kolebkowe z lunetami.
Krótkie prezbiterium zamknięte prostą ścianą. W jego przedłużeniu, na osi kościoła, zakrystia (pierwotnie chór zakonny), oddzielona od wnętrza kościoła korytarzem łączącym się od południa z klasztorem. Po stronie północnej przybudówka (dawna zakrystia).
Trójprzęsłowa nawa, szersza i wyższa od prezbiterium, łączy się z kwadratową kaplicą boczną
św. Wawrzyńca usytuowaną po stronie północnej, przy przęśle środkowym. Tęcza oraz arkada otwierająca tę kaplicę zamknięte półkoliście.
Ściany podzielone lizenami, w prezbiterium pojedynczymi, w nawie szerokimi, zdwojonymi.
Okna w bocznych ścianach zamknięte łukami odcinkowymi, okno nad chórem muzycznym koliste.
Oryginalne wyposażenie świątyni nie dotrwało do obecnych czasów. Około 1872 roku zniszczone drewniane ołtarze i ambona zostały wymienione na nowe, wykonane w stylu
eklektycznego historyzmu, obecnie określanego albo jako neogotycki, albo jako neoromański.
W centralnym miejscu ołtarza głównego znajduje się statua Matki Boskiej Królowej z Dzieciątkiem,
po bokach – św. Barbara i św. Alojzy. Powyżej w centrum – figura Serca Chrystusowego oraz cztery figury świętych – Piotra, Pawła, Jana Ewangelisty i nierozpoznanego biskupa. Na antepedium malowidła przedstawiające czterech ewangelistów oraz ich symbole
(człowiek, lew, wół
i orzeł).
W bocznym ołtarzu po stronie ambony figura św. Józefa, w ołtarzu po przeciwnej stronie
figura św. Franciszka z Asyżu wykonana w 1968 roku przez artystę-rzeźbiarza
Franciszka Masorza z Rybnika.
Ambona wyposażona w baldachim-rezonator. Na jej ścianach trzy pary malowideł przedstawiających apostołów Piotra i Pawła, świętych Hieronima i Augustyna oraz
Ambrożego i Grzegorza Wielkiego.
Z wcześniejszego wyposażenia kościoła zachowały się:
- balustrada chórowa z 1747 roku ozdobiona snycerskimi reliefami przedstawiającymi symbole Najświętszego Sakramentu –

monstrancję, ampułki, kadzidło, umbrakulum oraz mszał;
- znajdujące się kaplicy św. Wawrzyńca barokowy ołtarz z 1661 roku z przedstawieniem Ostatniej Wieczerzy w retabulum oraz obraz z 1658 roku, pochodzący prawdopodobnie z ołtarza głównego, umieszczony tu w 1930 roku (wcześniej wisiał w tej kaplicy obraz przedstawiający Sąd Ostateczny);
- dzwon kościelny z 1776 roku poświęcony świętym Leopoldowi i Florianowi, odlany we Wrocławiu przez Jana Jerzego Kriegera.

## Pomnik Jana Nepomucena
Przy wejściu do kościoła znajduje się przeniesiona tu w 1744 roku figura św. Jana Nepomucena, pochodząca z przyczółka pobliskiego mostu przebudowywanego wówczas przez nową pruską administrację. Na cokole znajduje się wezwanie w j. łac. Sancte Ioanne Nep.[omucenus] / ora pro nobis (Święty Janie Nepomucenie, módl się za nami) oraz inskrypcja w j. łac. Anno quo divus Ioannes Nepomucenus e ponte Nissensi portatus patronus noster receptus  (W roku, w którym nasz patron, Jan Nepomucen, został przeniesiony z mostu w Nysie) z chronostychem MDCCVVVVVVVVIIII - 1744.